# منتخب بلجيكا للكورفبال
منتخب بلجيكا للكورفبال (بالفرنسية: Équipe de Belgique de korfbal)‏ هو ممثل بلجيكا الرسمي في المنافسات الدولية في كرة السلة الهولندية
.